# Гвімбрала
Гвімбрала (груз. გვიმბრალა) — село в Грузії.
За даними перепису населення 2014 року в селі проживає 77 особа.